# كاترين فينتش
كاترين آنا فينتش Catrin Ana Finch هي عازفة هارب وموزعة وملحنة ويلزية.
كانت عازفة القيثارة الرسمية لأمير ويلز من عام 2000 إلى عام 2004  وهي أستاذة زائرة في الكلية الملكية الويلزية للموسيقى والدراما والأكاديمية الملكية للموسيقى في لندن. قدمت حفلات موسيقية في أماكن في جميع أنحاء العالم.

## روابط خارجية
- الموقع الرسمي